# Żmigród
Żmigród ['ʐmigrut], tyska: Trachenberg, är en stad i sydvästra Polen, tillhörande distriktet Powiat trzebnicki i Nedre Schlesiens vojvodskap. Staden är belägen vid floden Barycz norr om Wrocław. År 2014 hade tätorten 6 493 invånare, och den utgör centralort i Żmigróds stads- och landskommun, som hade totalt 14 868 invånare samma år.

## Historia
År 1155 omnämns byn som var stadens föregångare under namnet Sunigrod, senare Smigrod, vilket ordagrant betyder "Drakborgen". Den lydde då under furstbiskoparna av Breslau. Denna föregångare till dagens stad låg på andra sidan floden sett från den nuvarande staden, på platsen för vad som idag är byn Zmigródek. Hertigen Henrik III av Schlesien lät 1253 grunda en ny stad på den nuvarande platsen, som utpost i gränsstriderna mot hertigdömet Storpolen. År 1287 omnämns orten under sitt tyska namn Trachinburg, vilket senare blev Trachenberg. Från 1290 blev staden del av hertigdömet Glogau genom delningen av Schlesien, och vid delningen 1312 blev staden därefter del av hertigdömet Oels. Som del av detta hertigdöme var staden från 1329 därmed direkt underställd kungariket Böhmen, som under början av 1500-talet uppgick i Habsburgmonarkin.
1492 blev Trachenberg Freier Standesherrschaft, ett län för adelsfamiljen von Kurzbach som var direkt underställt den böhmiska kronan. 1555 blev staden protestantisk, och omkring samma tid uppfördes stadens kyrka. 1579 brann stadens slott. Från 1592 förlänades staden till adelsfamiljen Schaffgotsch. Samma år omnämns en judisk minoritet i staden för första gången.
I samband med Albrecht von Wallensteins fall 1635 kom även länsherren i Trachenberg, general Hans Ulrich von Schaffgotsch, att avrättas, och godset Trachenberg drogs in till kronan. 1641 erhöll den kejserliga fältherren Melchior von Hatzfeldt Trachenberg som förläning, och hans ättlingar kom att förbli ägare till stadens slott fram till 1945.
Den svenska armén under Lennart Torstenson erövrade slottet 1642 och ockuperade staden fram till 1650. 1654 genomfördes motreformationen i staden. Mellan 1683 och 1765 byggdes slottet ut till ett stort barockresidens.
1742 blev staden del av kungadömet Preussen genom Österrikiska tronföljdskriget.
Slottet spelade en viktig roll under konferenserna 9-12 juli 1813. Där möttes då kejsar Alexander I av Ryssland, kung
Fredrik Vilhelm III av Preussen och kronprinsen Karl Johan av Sverige, vilka bl. a. uppgjorde planen för årets fälttåg mot Napoleon. Protokollet vid konferenserna fördes av svenske generaladjutanten greve Gustaf Löwenhielm och undertecknades av honom jämte de ryske och preussiske generaladjutanterna furst Volkonskij och friherre von dem Knesebeck.
Trachenberg blev efter Wienkongressen 1815 del av regeringsområdet Breslau
i den preussiska provinsen Schlesien. Järnvägen mellan Posen och Breslau samt sidolinjen mot Herrnstadt byggdes under andra halvan av 1800-talet. År 1910 hade Trachenberg 3 400 invånare.
23 januari 1945 intogs staden av Röda armén. Efter Tysklands nederlag i andra världskriget 1945 hamnade orten på den östra sidan av Oder-Neisse-linjen och tillföll Polen. Den tyskspråkiga befolkningen tvångsförflyttades västerut. Slottet konfiskerades av de kommunistiska myndigheterna och brann kort därefter ned 1946. Först i slutet av 1960-talet uppnådde staden samma befolkningstal som 1939, efter att polska bosättare och flyktingar från de tidigare polska områdena öster om Curzonlinjen flyttat till staden.

## Sevärdheter

### I Żmigróds stadskärna

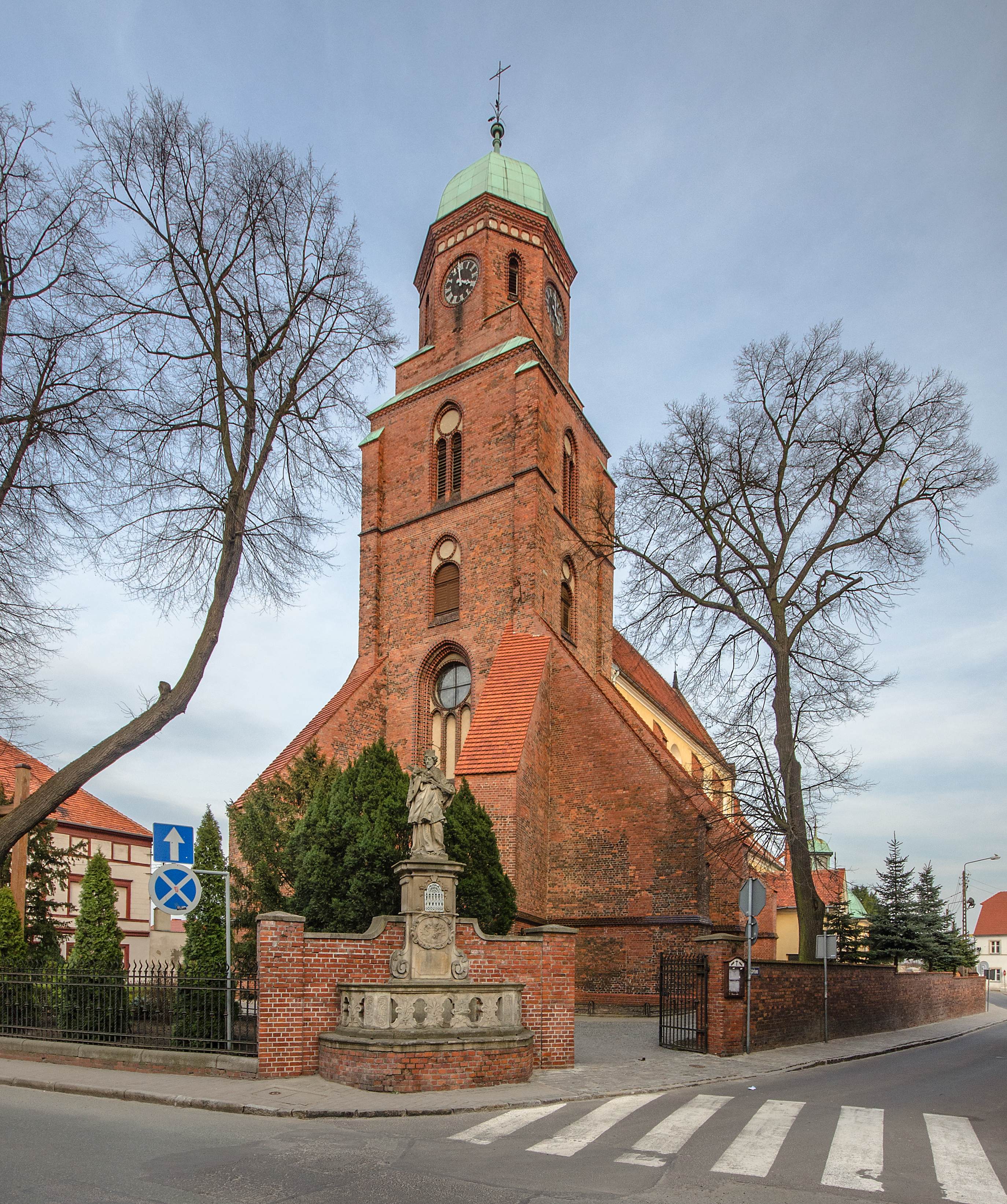
Trefaldighetskyrkan

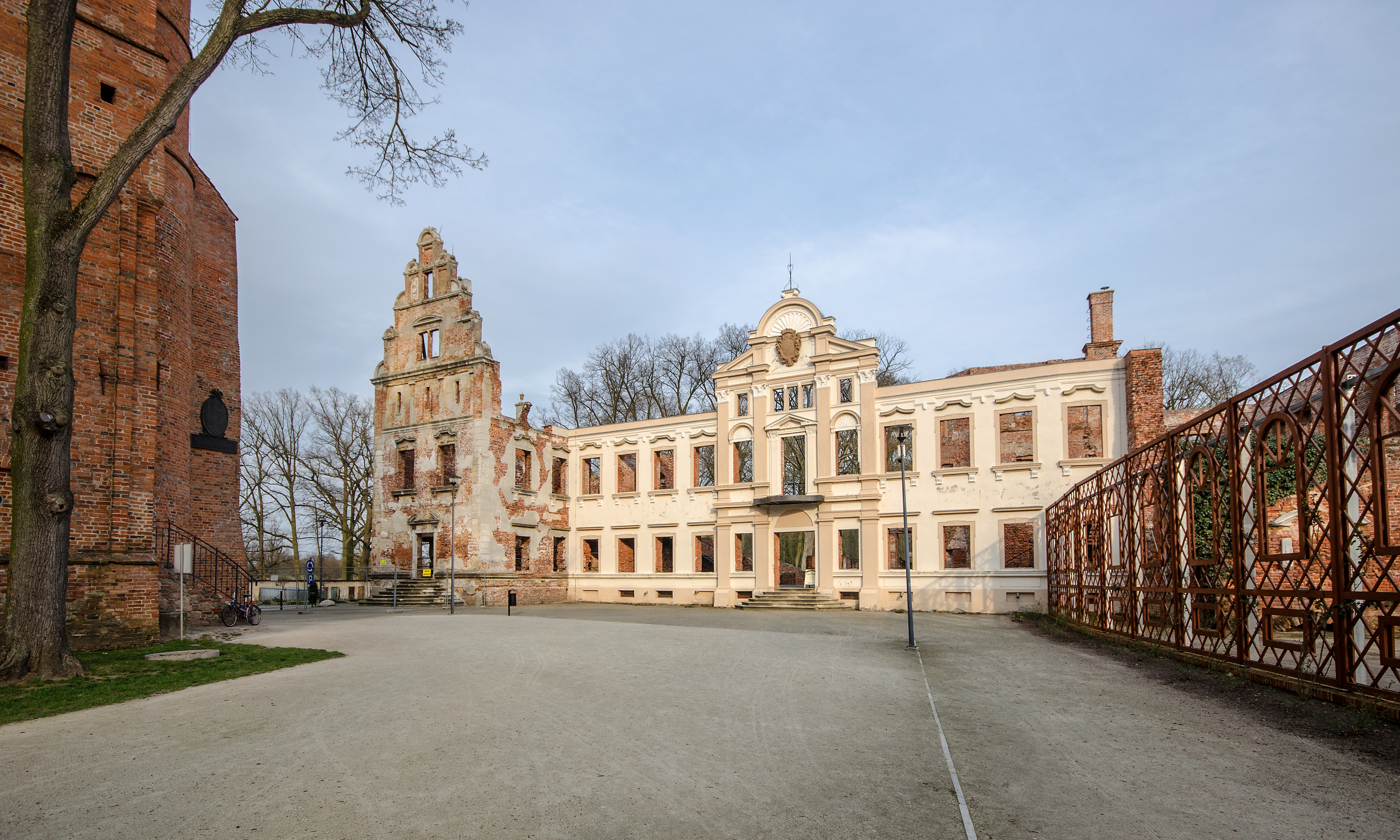
Ruinen av barockslottet.

- Kastellantornet från 1200-talet, ombyggt 1560.
- Slottsruinen av släkten von Hatzfeldts barockslott, ritat av Christoph Hackner och Carl Gotthard Langhans.
- Slottsparken, anlagd under 1700- och 1800-talet.
- Orangeriet i slottsparken, ritat i klassicistisk stil av Langhans.
- Heliga trefaldighetskyran, uppförd under 1500-talet och ombyggd under 1700-talet. Koret uppfördes efter ritningar av Alexis Langer 1868–1870.

### Barkowo
- S:t Martinskyrkan i barockstil, uppförd 1787.
- S:t Antoniuskyrkan, uppförd i klassicistisk still 1829 som den tidigare protestantiska kyrkan.

### Korzeńsko
- Heliga korsets upphöjelse-kyrkan, uppförd 1722.
- Borgruin från tidig medeltid.

### Niezgoda
- Historiska korsvirkeshus.

### Radziądz
- Stawy Milickies naturreservat med många sällsynta vattenfåglar.

### Zmigródek
- Borgruin från medeltiden.

## Näringsliv
Jord- och skogsbruk är viktiga näringar i området. Stadens enskilt största arbetsgivare är stålkonstruktionsföretaget Energomontaż.
Väster om staden ligger en järnvägstestslinga som används av Warszawas väg- och broforskningsinstituts avdelning för järnvägsforskning.

## Kommunikationer
Żmigród ligger vid europavägen E261 (Świecie–Wrocław), som är skyltad som nationell landsväg 5. Staden har även en järnvägsstation på järnvägen Poznań–Leszno–Wrocław.

## Kända invånare
- Elisabeth zu Carolath-Beuthen (1839-1914), grevinna av Hatzfeldt-Trachenberg, livskamrat till Herbert von Bismarck.
- Hermann von Hatzfeldt (1848–1933), hertig av Trachenberg, politiker och diplomat.
- Ludwig Hartau (1877–1922), skådespelare.
- Sophie von Hatzfeldt (1805–1881), socialist, partner till Ferdinand Lassalle.
- Joseph Linke (1783–1837), cellist.
- Gerhart Pohl (1902–1961), författare.
- John Retcliffe, pseudonym för Hermann Goedsche (1815–1878), författare.